# Горлач Леонід Никифорович
Леоні́д Ники́форович Го́рлач (Ковале́нко) (4 квітня 1941, Ріпки) — український поет. Лауреат Шевченківської премії 2013 року за збірку поезій «Знак розбитого ярма».

## Життєпис
Народився 4 квітня 1941 в містечку Ріпки на Чернігівщині. Дитинство минуло в селі Червоний Колодязь Ніжинського району.
Закінчив Ніжинський педагогічний інститут.
Працював у газеті «Під прапором Леніна» (нині — «Ніжинський вісник») (1965), в апараті Національної спілки письменників України, обіймав посаду директора Бюро пропаганди художньої літератури. Учасник установчих зборів товариства «Чернігівське земляцтво» в м. Києві. Головний редактор земляцької газети «Отчий поріг».

## Творчість
Автор приблизно п'ятдесяти книг поезії, прози, публіцистики, критики, дитячих творів.
Основний жанр — поезія, серед якої шість романів у віршах про українську історію.

### Поетичні збірки
- «Сонце в зіницях»,
- «Танок дощу»,
- «Четвертий вимір»,
- «Світовид»,
- «На відстані душі»,
- «Десант у квітень»,
- «Знак розбитого ярма»

### Історичні поеми та романи
- «Ніч у Вишгороді» — історична поема,
- «Слов'янський острів» — історичний роман,
- «Чисте поле» — історичний роман у віршах,
- «Перст Аскольда» — роман у віршах,
- «Руїна (або життя і трагедія Івана Мазепи)» (2004) — історичний роман у віршах

### Книжки для дітей
- «Зелений букварик»,
- «Чумацький шлях»,
- «Дивна мандрівка»

### Повісті
- «Буран»,
- «Золота пора»

### Літературно-критичні нариси
- «Платон Воронько»,
- «Павло Усенко»

### Документальні повісті-репортажі
- «Магистраль века»,
- «От Днепра до Амура»,
- «Дальневосточное кольцо» (у співавторстві з С. Тельнюком),
- «Прима грацій».

## Відзнаки
Нагороджений:
- Почесною грамотою Президії Верховної Ради Грузинської РСР,
- медалями «За трудову доблесть» та «За будівництво Байкало-Амурської магістралі».
- медаллю «Івана Мазепи» (2016).[4]
- Делегат XXI з'їзду комсомолу України.

Лауреат премій:
- ім. М. Островського (1984),
- ім. І. Нечуя-Левицького (1998),
- ім. Г. Сковороди (2001),
- ім. А. Малишка (2006),
- ім. В.Винниченка (2011),
- ім. В.Свідзінського (2012)
- Міжнародної премії Фундації доктора М.Дем'яніва «Свобода і мир для України».
- Національної премії України імені Тараса Шевченка (2013) за напрямом «Література» за книгу поезій «Знак розбитого ярма» (видавництво «Ярославів Вал», 2012 р.).

За історичною поемою «Ніч у Вишгороді» (К.,1982) в Київському театрі поезії 1985 року поставлено п'єсу «Золоті ворота» (реж. В. Пацунов, музика Є. Станковича).